# Bernt Erik Larssen
Bernt Erik Larssen, född 14 september 1918, död 10 september 2003, var en norsk skådespelare.
Larssen var under 1950-talet engagerad vid Trøndelag Teater och därefter vid en rad olika scener, däribland Det norske teatret, Nationaltheatret, Scene 7, Oslo Nye Teater och Riksteatret. Han verkade även som filmskådespelare och debuterade 1957 i Nils R. Müllers På slaget åtte. Han gjorde sammanlagt 22 film- och TV-roller 1957–1986.

## Filmografi (urval)
- 1957 – På slaget åtte
- 1961 – Hans Nielsen Hauge
- 1966 – Broder Gabrielsen
- 1966 – Hurra for Andersens
- 1967 – Mannen som sänkte Bismarch
- 1968 – Prinsessa på villovägar
- 1968 – Olsenbanden och guldstatyetten
- 1969 – Brent jord
- 1971 – 3
- 1981 – Saken Ruth Vang (TV-serie)
- 1983 – SK 917 har just landat! (TV-serie)
- 1984 – Pappersdraken
- 1985 – Adjø solidaritet
- 1986 – Utan vittne